# Wang Guangyi
Wang Guangyi (em chinês:王广义, Harbin, província de Heilongjiang, 1957) é um artista chinês. É conhecido por ser um dos protagonistas do novo movimento de arte chinesa que começou no final dos anos oitenta do século XX. A fase de pinturas intituladas ‘’Great Criticism’’, em particular, conferiu-lhe uma atenção mundial. O trabalho de Wang Guangyi foi erroneamente associado ao Pop político chinês. Um dos principais temas deste artista encontra-se na sua relação com o transcendente.

## Biografia
Wang viveu os anos da Revolução Cultural (1966-1976), filho de um ferroviário do nordeste da China. Trabalhou três anos numa aldeia rural. Wang Guangyi tornou-se ferroviário depois da jubilação do seu pai, no entanto nunca abandonou o sonho de ir para a faculdade. Depois de diversas tentativas fracassadas, foi admitido na Academia de Belas Artes de Zhejiang, onde se formou em 1984 em pintura a óleo. Actualmente vive e trabalha em Pequim, China. Apesar das duras condições de pobreza que enfrentou na infância, Wang Guangyi evita discutir assuntos que estejam relacionados com dinheiro ou riqueza. Wang Guangyi atraiu a atenção dos críticos e do mercado internacional com o seu período artístico Great Criticism, convertendo-o num ícone da arte contemporânea chinesa.

## Obra
O trabalho de Wang Guangyi foi equivocamente associado com o Pop Politico Chinês. Apesar desta má interpretação da sua obra, um dos principais temas que ligam as várias fases de trabalho ao longo da carreira de Wang Guangyi é a relação entre a fé e a sociedade.

### As primeiras obras - meados de 1980
O Pólo Norte é um tema recorrente nos primeiros trabalhos de Wang Guangyi; não é visto como relação às suas características geográficas, mas como um lugar simbólico onde nasce uma nova fé, um lugar em que o indivíduo tem que lidar principalmente consigo mesmo, mas sem se libertar do social. O grupo de jovens Artists of the North optou por confrontar-se com a filosofia ocidental, grupo do qual Wang Guangyi fazia parte e onde trabalhou na série Frozen North Pole (1984-1985).
Na série Post Classical (1986-1988) Wang Guangyi trabalhou numa revisão sintética das grandes obras da arte ocidental, vinculadas a temas de religião, moral, fé e ideologia.
Nestas pinturas usou vários tons cinza encapsulando a figura humana e a sua envolvente sem muitos detalhes. O objetivo de Wang Guangyi consistiu na elaboração de um estilo que o desviou da arte clássica, uma estratégia expressiva derivada da leitura de Gombrich. 

### Great Criticism, 1990-2007
Great Criticism é o período de trabalhos mais conhecido de Wang Guangyi. Estas obras usam imagens de propaganda da Revolução Cultural e logótipos contemporâneos de publicidades ocidentais. Wang Guangyi iniciou este período em 1990 e terminou-o em 2007 quando se convenceu de que o seu sucesso internacional comprometia o sentido original das suas obras, ou seja que a política e a publicidade comercial são duas formas de lavagem cerebral.  

### Anos 90
Nestas séries de pinturas e instalações VISA (1995-1998), Passport (1994-1995), e Virus Carriers (1996-1998) os títulos das séries são sobrepostos como um selo em imagens de recém-nascidos, adultos e cães, acompanhados por outras palavras que indicam o nome, local, data de nascimento e sexo dos indivíduos. Para ressaltar os procedimentos burocráticos ligados aos que se deslocam de um país para outro, estas obras revelam que a organização do Estado decreta as suas próprias defesas quando avalia o potencial perigo dos indivíduos.
Wang Guangyi denota um clima estabelecido de desconfiança, num vago perigo eminente, que amadureceu durante a Guerra Fria e que ainda hoje persiste, mesmo que tenha perdido a opressão nascida da doutrina forçada.
A reflexão de Wang Guangyi lida com a relação que o Poder tem com o individual, no qual este mantém controle pelo incremento de medos coletivos, em vez de se propor ele próprio como um bastião contra perigos desconhecidos que poderiam surgir repentinamente contra pessoas indefesas. O artista sustenta que através destas formas de pressão psicológica existe um acordo tácito que propícia proteção contra o contágio de novos vírus, em troca desta, o individuo renúncia a parte da sua liberdade, uma relação forjada entre o Poder e o indivíduo. 

### Anos 2000
Durante os anos 2000 a relação entre os trabalhos de Wang Guangyi e a transcendência aumentou. De facto o título dado à série Materialist (2001-2005) não é contraditório. Esta série de esculturas realizadas a partir de imagens de doze trabalhadores, agricultores e soldados, foram apropriadas de imagens publicitárias. De acordo com Wang Guangyi estas imagens publicitárias trazem à luz a principal força do povo, a raiva expressada pelos seus movimentos deriva da fé na ideologia. Com estas esculturas o artista tenta confrontar o público com uma imagem, enquanto referenciamento a um materialismo dialéctico – Materialist é um termo que tem uma particular relevância na história chinesa, na qual se resume a ideologia socialista. Ao mesmo tempo, o artista também vê um outro nível de significado com o trabalho. Na arte, coisas que possuem certas qualidades conceptuais são chamadas de "objeto", que em chinês tem a mesma origem que a palavra "materialista".
Wang Guangyi representou também a grande política (Lenin, Stalin, Mao), o espiritual (Cristo) e os líderes espirituais e políticos (João XXIII). Nas séries de pinturas a óleo intituladas New Religion (2011) representa filósofos cujos pensamentos continuam a exercer a sua influência hoje em dia (Marx e Engels).
Apesar de o artista usar nestas obras uma técnica de pintura a óleo tradicional, as imagens parecem ser retiradas de negativos fotográficos, a ambiguidade criada pela referência à fotografia rompe a familiaridade que o espectador tem com elas, abrindo-as a interpretações quanto ao seu significado. Através destas obras Wang Guangyi questionou-se sobre as semelhanças entre as grandes utopias, o fascínio que elas exercem sobre os seres humanos, e como todos os homens sentem a necessidade de encontrar algo onde depositar a sua fé.
Em 2007 Wang Guangyi criou uma fase de obras através das quais pôde analisar os efeitos psicológicos da propaganda na Guerra Fria. Em Cold War Aesthetic (2007-2008), Wang Guangyi convida o espectador a enfrentar a realidade daqueles anos, com o objetivo de o confrontar e reviver o clima e a mentalidade que caracterizou o período da Guerra Fria, através da reconstrução da vida quotidiana a partir desse momento histórico. O artista deixa ao espectador a possibilidade de criar a sua própria visão sobre os acontecimentos que lidam com as influências do passado recente sobre o presente. 

## Exposições Individuais
- Wang Guangyi, Hanart TZ Gallery, Hong Kong, China, 1994
- Witnessed: Wang Guangyi, Littmann Kulturprojekte, Basileia, Suiça, 1996
- Wang Guangyi: Face of Faith, Soobin Art Int'l, Singapura, 2001
- Wang Guangyi, Galerie Enrico Navarra, Paris, França, 2003
- Wang Guangyi, Galerie Urs Meile, Lucerna, Suiça, 2004
- Wang Guangyi, Arario Gallery, Seul, Coreia do Sul, 2006
- Wang Guangyi, Galerie Thaddaeus Ropac, Paris, França, 2007
- Visual Polity: Another Wang Guangyi, OCT Contemporary Art Terminal, He Xiangning / Art Museum, Shenzhen, China, 2008
- Cold War Aesthetics: Wang Guangyi, Louise Blouin Space of the Louise Blouin Foundation, Londres, Reino Unido, 2008
- Visual Archives of Chinese Contemporary Art: Wang Guangyi – The Interactive Mirror Image, Tank Loft, Chongqing Contemporary Art Center, Chongqing, China, 2011 [4]
- Thing-In-Itself: Utopia, Pop and Personal Theology, Today Art Museum, Pequim, China, 2012[5]
- Wang Guangyi: Cold War Aesthetics (Shanghai Pujiang Oversea Chinese Town Public Art Project), Pujiang Oversea Chinese Town, Xangai, China. 2012
- Passage to History: 20 Years of La Biennale di Venezia and Chinese Contemporary Art, 55ª Bienale de Veneza, 2013[6]

## Publicações

### Monografias
- Wang Guangyi, timezone 8, Hong Kong 2002. Essays by Karen Smith, Yan Shanchen, Charles Merewether, Li Xianting, Huang Zhuan and Lu Peng. ISBN 962-86388-7-4
- Demetrio Paparoni, Wang Guangyi, Words and Thoughts 1985−2012, Skira, Milão, Itália 2013. ISBN 8857215679
- Huang Zhuan, Politics and Theology in Chinese Contemporary Art /Reflections on the work of Wang Guangyi, Skira, Milão, Itália 2013. ISBN 978-88-572-2143-4

### Catálogos
- Yan Shanchun, Lu Peng and others, Wang Guangyi within the Trends of Contemporary Art (Chengdu: Sichuan Fine Arts Publishing House, 1992).
- Wang Guangyi: Face of Faith (Singapura: Soobin Art Int'l, 2001).
- Wang Guangyi: The Legacy of Heroism (Hong Kong e Paris: Hanart TZ Gallery e Galerie Enrico Navarra, 2004).
- Wang Guangyi (Seul: Arario Gallery, 2006).
- Wang Guangyi: Art and People (Chengdu: Sichuan Fine Arts Publishing House, 2006).
- Wang Guangyi (Seul e Paris: Arario Gallery e Galerie Thaddaeus Ropac, 2007).
- Huang Zhuan and Fang Lihua, Visual Politics: Another Wang Guangyi (Cantão: Lingnan Fine Arts Publishing House, 2008).
- Wang Guangyi: Cold War Aesthetics (Londres: Louise Blouin Foudation, 2008).
- Thing-in-Itself: Utopia, Pop and Personal Theology, edited by Huang Zhuan (Cantão: Lingnan Art Publishing House, 2012)

## Coleções Públicas
- Allen Memorial Art Museum, Oberlin, Ohio, USA.
- Carmen Thyssen-Bornemisza Collection, Madrid, Espanha.
- Cartier Limited, Paris, França.
- China Academy of Fine Arts, Hangzhou, China.
- China Club, Hong Kong, China.
- Deutsches Historisches Museum, Berlim, Alemanha.
- Essl Museum – Kunst der Gegenwart, Viena, Áustria.
- Guangdong Art Museum, Cantão, China.
- Guggenheim Museum, Abu Dhabi, Emirados Árabes Unidos.
- Guy & Myriam Ullens Foundation, Suiça.
- He Xiangning Art Museum, Shenzhen, China
- Long Museum, Shanghai, China. • Museum Ludwig, Aachen, Alemanha.
- Minsheng Art Museum, Xangai, China
- Overseas Chinese Town, Xangai, China.
- Pacific Asia Museum, Pasadena, Califórnia, USA.
- San Francisco Museum of Modern Art, São Francisco, Califórnia, USA.
- Shenzhen Art Museum, Shenzhen, China.
- Taikang Life Insurance Company
- Limited, Pequim, China.
- The Ford Foundation, Nova York, USA.
- The Sammlung Essl Collection of contemporary Art (Kunst der Gegenwart), Viena, Áustria.
- Today Art Museum, Pequim, China.
- Yuz Art Museum, Jacarta, Indonésia.

## Documentários sobre Wang Guangyi
- CHIMERAS – Wang Guangyi, Mika Mattila (Finlândia), 69m17s, Mika Mattila & Navybluebird Ltd., Special show: Today Art Museum, Pequim, 2012; Toronto, 2013; São Francisco, 2013.
- Reasoning with Idols – Wang Guangyi, Andrew Cohen (Suiça), 26m46s, A-C Films, Swiss, 2012.
- Art of Wang Guangyi, Wang Junyi (China), 76m20s, Wang Guangyi Studio, Chongqing: Tank Loft-Chongqing Contemporary Art Center, 2011; Xangai: Shanghai Museum, 2011; Pequim: Today Art Museum, 2012.
- Arts China – Wang Guangyi, Weng Ling (China), 36m22s,
- The Travel Channel (Hainan), China (satellite television), 2010.
- Wang Guangyi, Wang Luxiang (China), 36m13s, Phoenix Television, 2006, Hong Kong, China
- The Orient Sun – Wang Guangyi, 48m39s, SBS Television, Coreia do Sul, 2005.
- 85 New Wave, Shi Xianfa (China), 20m02s, CCTV, China, 1986.